# Chondrosoma fiduciaria
Chondrosoma fiduciaria là một loài bướm đêm thuộc họ Geometridae. Loài này có ở miền đông Áo, Hungary và Slovakia. Nó cũng được ghi nhận từ vùng Tarbagatai và Xibia.
Sải cánh khoảng 18–24 mm đối với con đực. Con cái không cánh. Cá thể trưởng thành mọc cánh từ tháng 10 tới tháng 11.
Ấu trùng ăn nhiều loài cây thấp, bao gồm Euphorbia và Centaurea. Ấu trùng già hơn được ghi nhận ăn lá cây Achillea asplenifolia. Quá trình nhộng hóa diễn ra trong đất. Chúng qua mùa đông dưới dạng trứng.